# Kernberge und Wöllmisse bei Jena
Das Naturschutzgebiet Kernberge und Wöllmisse bei Jena liegt auf dem Gebiet der Stadt Jena und im Saale-Holzland-Kreis in Thüringen. Das größte Naturschutzgebiet in der Stadt und im Kreis erstreckt sich östlich von Jena und westlich des Kernortes der Gemeinde Schöngleina. Westlich des Gebietes fließt die Saale, nördlich verläuft die B 7 und östlich die Landesstraße L 2316. Südlich verlaufen die L 1075 und die A 4.

## Bedeutung
Das 2074,8 ha große Gebiet mit der NSG-Nr. 451 wurde im Jahr 2004 unter Naturschutz gestellt.